# Маббу, Андре
Андре́ Жан Маббу́ (фр. André Jean Mabboux; 6 ноября 1923, Межев — 17 ноября 2011, Салланш) — французский кёрлингист.
В составе мужской сборной Франции участник четырёх чемпионатов мира (лучший результат — бронзовые призёры в 1973) и чемпионата Европы 1976 (заняли пятое место).
Играл на позиции третьего.

## Достижения
- Чемпионат мира по кёрлингу среди мужчин: бронза (1973).

## Команды
| Сезон   | Четвёртый | Третий      | Второй     | Первый           | Запасной     | Турниры           |
| ------- | --------- | ----------- | ---------- | ---------------- | ------------ | ----------------- |
| 1968—69 | Пьер Боан | Андре Маббу | Ив Валле   | Ришар Дювилляр   |              | ЧМ 1969 (7 место) |
| 1970—71 | Пьер Боан | Андре Маббу | Андре Трон | Ришар Дювилляр   | Жерар Паскье | ЧМ 1971 (6 место) |
| 1971—72 | Пьер Боан | Андре Маббу | Андре Трон | Жерар Паскье     |              | ЧМ 1972 (7 место) |
| 1972—73 | Пьер Боан | Андре Маббу | Андре Трон | Жерар Паскье     |              | ЧМ 1973           |
| 1976—77 | Пьер Боан | Андре Маббу | Пьер Дюкло | Georges Panisset |              | ЧЕ 1976 (5 место) |

(скипы выделены полужирным шрифтом)